# Francesco II di Bretagna
Francesco II di Bretagna, in bretone Frañsez II, in francese François II (Clisson, 23 giugno 1433 – Couëron, 9 settembre 1488), fu conte d'Étampes dal 1438 e duca di Bretagna dal 1458 fino alla sua morte. Fu l'ultimo duca della Bretagna indipendente, dopo lo zio Arturo III di Bretagna.

## Origine
Francesco era il figlio maschio primogenito del conte d'Étampes e conte di Mantes, Riccardo di Dreux e della contessa di Vertus, Margherita di Valois-Orléans, figlia di Luigi I di Valois-Orléans e Valentina Visconti; zio paterno di Margherita era Carlo VI di Francia, mentre per parte di madre era nipote di Gian Galeazzo Visconti e Isabella di Valois.
Riccardo di Dreux era il figlio maschio quartogenito del Duca di Bretagna, Conte di Montfort e Conte di Richmond, Giovanni V e di Giovanna di Navarra, futura Duchessa reggente di Bretagna e futura regina consorte d'Inghilterra, che secondo il Chronicum Britanicum era la sesta (quarta femmina) figlia del re di Navarra, Carlo II il Malvagio e della moglie, principessa della casa reale francese Giovanna di Francia, sorella del re di Francia, Carlo V, la settima figlia del re di Francia, Giovanni II il Buono e di Bona di Lussemburgo.

## Biografia

Stemma dei duchi bretoni

Suo padre, Riccardo morì nel 1438; il Chronicum Britanicum riporta che Riccardo, signore d´Etampes e di Clisson (M. Richart Seig. d´Estampes et de Cliczon) morì l'11 giugno (XI jour du mois de Juin), nel castello di Clisson (au Chasteau de Cliczon) e fu trasportato a Nantes e sepolto, accanto al padre, nella Chiesa dei Santi Pietro e Paolo di Nantes (en l´église de saint Pere de Nantes, en loquele il est ensepulturé avec son pere)
e Francesco gli succedette come conte di Etampes.
Suo zio, Arturo III, morì il 26 dicembre 1458; il Chronicum Britanicum riporta che Arturo (Arturus dux Britanniæ) morì il 17 luglio (XXVII Decembris), e fu sepolto nel convento dei certosini presso Nantes(in conventu Cartusiensi juxta Nannetum), e, non avendo eredi legittimi, Francesco, conte di Étampes, gli succedette nel ducato di Bretagna.
Politicamente, Francesco II era alleato dei re inglesi e si trovò in conflitto col re di Francia, Luigi XI, detto il Prudente ma anche il Ragno universale (Primo trattato di Guérande, Lega del bene pubblico e cosiddetta Guerra folle) e con suo figlio Carlo.
Francesco si attribuiva poterti sovrani e proibiva ai funzionari del re Luigi XI l'ingresso nel suo ducato; dava inoltre protezione e rifugio a coloro che erano perseguitati dal re francese, che si comportava allo stesso modo coi perseguitati dal duca Francesco II: il maresciallo di Bretagna, Jean de Montauban, che, con la fuga, si era sottratto alla giustizia del ducato, da Luigi XI fu nominato ammiraglio; Luigi XI avrebbe voluto che Francesco II abbandonasse l'alleanza inglese ed inoltre sosteneva un suo diritto di giuspatronato sui vescovado ed abbazie della Bretagna; ma Francesco, nel 1462, inviò a Roma un suo procuratore, che dichiarò al Papa Pio II ed al sacro collegio, che il duca non era soggetto al re di Francia, e piuttosto di accogliere gli amici ed i servi di Luigi XI, avrebbe fatto entrare nel proprio ducato gli inglesi.
Nel 1465, Francesco aveva aderito alla Lega del bene pubblico, che aveva lo scopo di mettere sul trono di Francia il fratello di re Luigi XI, messieur Charles, che non aveva la stoffa di essere un vero capo, per cui la cosa si concluse con un nulla di fatto. In quello stesso anno, il 15 giugno 1465, si ebbe lo scontro di Montléry, tra Luigi XI ed il duca di Borgogna, Carlo il Temerario; lo scontro si chiuse senza vincitori né vinti, ma il re dovette rientrare a Parigi, per l'arrivo degli alleati di Carlo, il fratello del re, Carlo di Francia, il diciottenne duca di Berry, Francesco II e il duca di Calabria (solo titolare dal 1443) e duca di Lorena, Giovanni d'Angiò.
Luigi XI concentrò allora i suoi sforzi contro Francesco II e nel 1468, lo sconfisse ed il 10 settembre lo obbligò ad accettare la pace di Ancenis. Ancora, nel 1472, dopo che il conflitto era ripreso Francesco II, battuto da Luigi XI fu costretto a deporre le armi. E, quando, nel 1475, il re d'Inghilterra, Edoardo IV, sbarco con il suo esercito a Calais, Francesco II non gli inviò gli aiuti richiesti.
Francesco II si era allineato alle posizioni dei borgognoni, di Carlo il Temerario; e dopo la morte di quest'ultimo, rimase l'unico grande feudatario di Francia che si mantenne indipendente da Luigi XI e, nonostante il giuramento di fedeltà che aveva fatto, continuò ad essergli ostile.
Infine Francesco II si alleò con Luigi II, duca di Orléans e conte di Angôuleme, con lo scopo di opporsi alla reggente del regno di Francia, Anna di Francia, in nome del fratello, Carlo.
Insignito dell'Honour of Richmond da Enrico VII d'Inghilterra, Francesco II morì in seguito ad una caduta da cavallo. Dopo la sua morte, Carlo VIII invase la Bretagna obbligando Anna a sposarlo, così da ottenere il controllo del ducato.

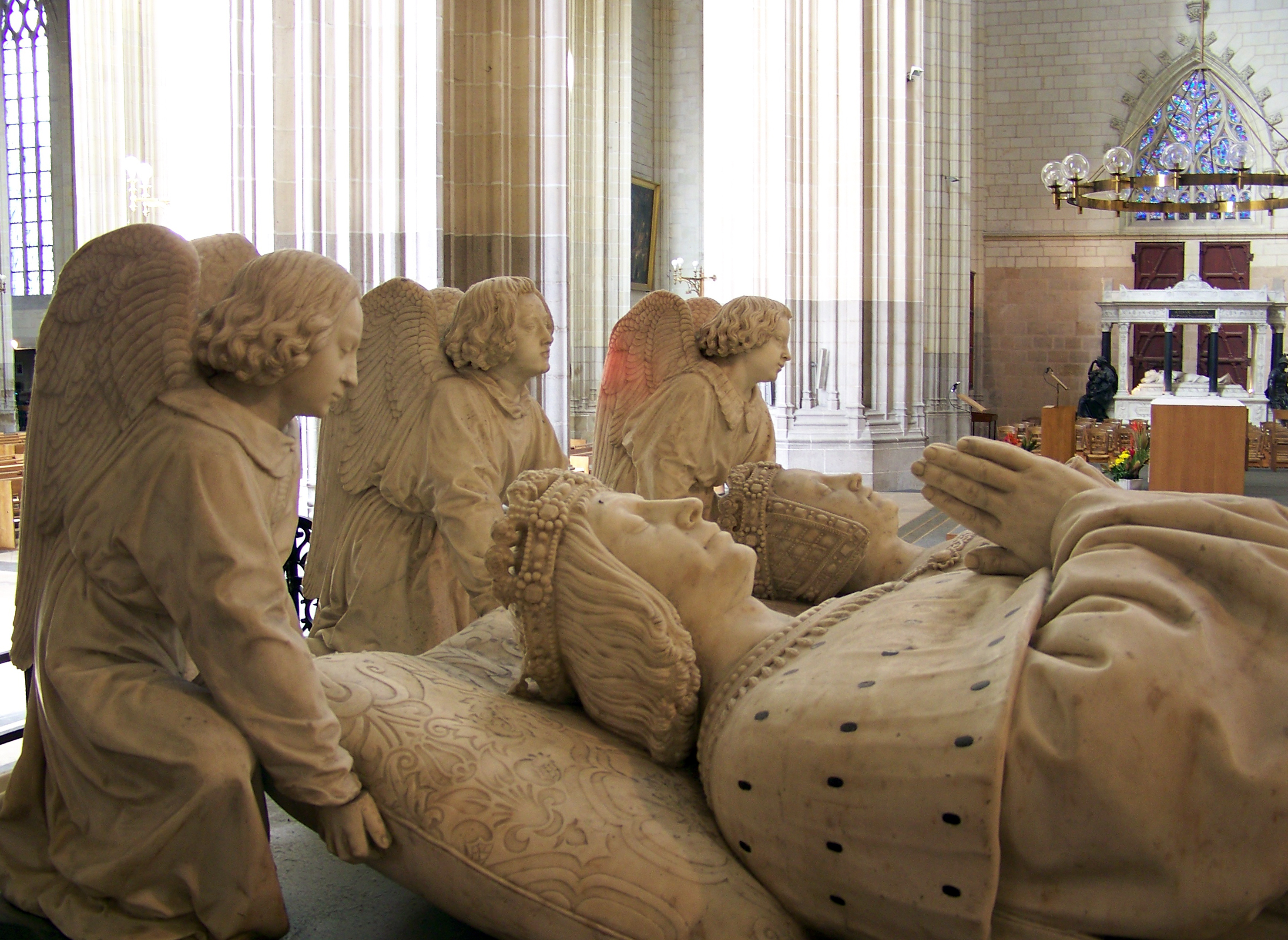
Tomba di Francesco II di Bretagna e di Margherita di Foix a Nantes. Il sepolcro è considerato un capolavoro della scultura rinascimentale in Francia

## Matrimoni e discendenza
Nel novembre del 1455, Francesco, come conferma il Chronicum Britanicum, aveva sposato la cugina Margherita, principessa di Bretagna, primogenita del Duca di Bretagna, Conte di Montfort, titolare del Contado di Richmond e pari di Francia, Francesco I, e della sua seconda moglie, Isabella Stuart, figlia secondogenita del re di Scozia Giacomo I, e della moglie, Giovanna Beaufort. In quell'anno, suo cugino, il Duca di Bretagna, Conte di Guingamp e di Montfort, Pietro II, che era ancora senza figli legittimi e con problemi di salute, si pose il problema della successione, non volendo che la Bretagna cadesse in mani straniere e per questo organizzò le nozze fra la nipote Margherita e Francesco, conte d'Étampes, che era suo cugino. Per celebrare l'evento Pietro convocò i nobili bretoni a Vannes dove il 13 novembre 1455 si riunirono nobili, rappresentanti della città e del clero e tutti furono concordi nel celebrare le nozze. Il matrimonio ebbe quindi luogo tre giorni dopo e venne celebrato nella cattedrale di Vannes dall'arcivescovo Guillaume de Malestroit.
Francesco da Margherita ebbe un figlio:
- Francesco, conte di Montfort l'Amaury, vissuto solo tre mesi dal 29 giugno al 25 agosto del 1463[16].

Dopo essere rimasto vedovo, in seconde nozze, nel 1471, sposò quindi Margherita di Foix, principessa di Navarra, figlia del conte di Foix e Bigorre e visconte del Béarn, Gastone IV di Foix e della sovrana de jure di Navarra, Eleonora di Navarra.
Francesco da Margherita ebbe due figlie:
- Anna (1477-1514, duchessa di Bretagna e futura regina di Francia ed unica figlia ad essere vissuta fino ad età adulta
- Isabella (1478-1490).

Infine, dall'amante Antonietta di Magnelais (1420-1474), Francesco ebbe cinque figli illegittimi, tra cui:
- Francesco I d'Avaugour (1462-1494), conte di Vertus, di Goëllo e barone d'Avaugour
- Antonio (1463-† giovane ), signore di Châteaufremont e di Hédé.

## La tomba a Nantes
È possibile ammirare nella cattedrale dei Santi Pietro e Paolo a Nantes la tomba di Francesco II e di Margherita di Foix. Realizzato al principio del XVI secolo da Michel Colombe e Jean Perréal su commissione della figlia duchessa Anna, il complesso in marmo di Carrara è considerato un capolavoro della scultura rinascimentale in Francia.

## Ascendenza
|                              |                    |                        | Genitori               |  |  | Nonni |  |  | Bisnonni                |  |  | Trisnonni             |  |
|                              |                    |                        |                        |  |  |       |  |  | Giovanni IV di Bretagna |  |  | Arturo II di Bretagna |  |
|                              |                    |                        |                        |  |  |       |  |  | Giovanni IV di Bretagna |  |  | Arturo II di Bretagna |  |
|                              |                    | Iolanda di Dreux       |                        |  |  |       |  |  | Giovanni IV di Bretagna |  |  |                       |  |
| Giovanni V di Bretagna       |                    |                        |                        |  |  |       |  |  | Giovanni IV di Bretagna |  |  |                       |  |
|                              |                    | Giovanna di Fiandra    | Luigi I di Nevers      |  |  |       |  |  |                         |  |  |                       |  |
|                              |                    | Giovanna di Fiandra    | Luigi I di Nevers      |  |  |       |  |  |                         |  |  |                       |  |
|                              |                    | Giovanna di Fiandra    | Giovanna di Rethel     |  |  |       |  |  |                         |  |  |                       |  |
| Riccardo di Dreux            |                    | Giovanna di Fiandra    |                        |  |  |       |  |  |                         |  |  |                       |  |
|                              |                    | Carlo II di Navarra    | Filippo III di Navarra |  |  |       |  |  |                         |  |  |                       |  |
|                              |                    | Carlo II di Navarra    | Filippo III di Navarra |  |  |       |  |  |                         |  |  |                       |  |
|                              |                    | Carlo II di Navarra    | Giovanna II di Navarra |  |  |       |  |  |                         |  |  |                       |  |
| Giovanna di Navarra          |                    | Carlo II di Navarra    |                        |  |  |       |  |  |                         |  |  |                       |  |
|                              |                    | Giovanna di Valois     | Giovanni II di Francia |  |  |       |  |  |                         |  |  |                       |  |
|                              |                    | Giovanna di Valois     | Giovanni II di Francia |  |  |       |  |  |                         |  |  |                       |  |
|                              |                    | Giovanna di Valois     | Bona di Lussemburgo    |  |  |       |  |  |                         |  |  |                       |  |
| Francesco II di Bretagna     |                    | Giovanna di Valois     |                        |  |  |       |  |  |                         |  |  |                       |  |
|                              | Carlo V di Francia | Giovanni II di Francia |                        |  |  |       |  |  |                         |  |  |                       |  |
|                              | Carlo V di Francia | Giovanni II di Francia |                        |  |  |       |  |  |                         |  |  |                       |  |
|                              | Carlo V di Francia | Bona di Lussemburgo    |                        |  |  |       |  |  |                         |  |  |                       |  |
| Luigi I di Valois-Orléans    | Carlo V di Francia |                        |                        |  |  |       |  |  |                         |  |  |                       |  |
|                              |                    | Giovanna di Borbone    | Pietro I di Borbone    |  |  |       |  |  |                         |  |  |                       |  |
|                              |                    | Giovanna di Borbone    | Pietro I di Borbone    |  |  |       |  |  |                         |  |  |                       |  |
|                              |                    | Giovanna di Borbone    | Isabella di Valois     |  |  |       |  |  |                         |  |  |                       |  |
| Margherita di Valois-Orléans |                    | Giovanna di Borbone    |                        |  |  |       |  |  |                         |  |  |                       |  |
|                              |                    | Gian Galeazzo Visconti | Galeazzo II Visconti   |  |  |       |  |  |                         |  |  |                       |  |
|                              |                    | Gian Galeazzo Visconti | Galeazzo II Visconti   |  |  |       |  |  |                         |  |  |                       |  |
|                              |                    | Gian Galeazzo Visconti | Bianca di Savoia       |  |  |       |  |  |                         |  |  |                       |  |
| Valentina Visconti           |                    | Gian Galeazzo Visconti |                        |  |  |       |  |  |                         |  |  |                       |  |
|                              |                    | Isabella di Valois     | Giovanni II di Francia |  |  |       |  |  |                         |  |  |                       |  |
|                              |                    | Isabella di Valois     | Giovanni II di Francia |  |  |       |  |  |                         |  |  |                       |  |
|                              |                    | Isabella di Valois     | Bona di Lussemburgo    |  |  |       |  |  |                         |  |  |                       |  |
|                              |                    | Isabella di Valois     |                        |  |  |       |  |  |                         |  |  |                       |  |

### Fonti primarie
- (LA)  Chronique des règnes de Jean II et de Charles V. Tome 2.
- (LA, FR)  Mémoires pour servir de preuves à l´histoire ecclésiastique et civile de Bretagne, Tome I.
- (LA, FR)  Mémoires pour servir de preuves à l´histoire ecclésiastique et civile de Bretagne, Tome II.
- (FR)  Histoire généalogique et chronologique de la maison royale de France, tomus III.

### Letteratura storiografica
- Charles Petit-Dutaillis, Francia: Luigi XI, cap. XVIII, vol. VII (L'autunno del medioevo e la nascita del mondo moderno) della Storia del mondo medievale, 1999, pp. 657–695.